# Herbault
Herbault is een gemeente in het Franse departement Loir-et-Cher (regio Centre-Val de Loire). De plaats maakt deel uit van het arrondissement Blois. Herbault telde op 1 januari 2022 1.139 inwoners.

## Geografie
De oppervlakte van Herbault bedroeg op 1 januari 2022 13,01 vierkante kilometer; de bevolkingsdichtheid was toen 87,5 inwoners per km².
De onderstaande kaart toont de ligging van Herbault met de belangrijkste infrastructuur en aangrenzende gemeenten.

## Demografie
Onderstaande figuur toont het verloop van het inwonertal (bron: INSEE-tellingen).